# 4 × 100 meter stafett för damer i friidrott vid olympiska sommarspelen 1988
4 x 100 meter för damer vid olympiska sommarspelen 1988 i Seoul avgjordes den 1 oktober. 

## Medaljörer
| Gren          | Guld                                                                                            | Guld  | Silver                                                                                         | Silver | Brons                                                                                              | Brons |
| 4 x 100 meter | USA · Alice Brown · Sheila Echols · Florence Griffith-Joyner · Evelyn Ashford · Dannette Young* | 41,98 | Östtyskland · Silke Gladisch-Möller · Kerstin Behrendt · Ingrid Brestrich-Lange · Marlies Göhr | 42,09  | Sovjetunionen · Ljudmila Kondratjeva · Galina Maltjugina · Marina Zjirova · Natalia Pomosjtjnikova | 42,75 |

## Resultat

### Final
- Hölls lördagen den 1988-10-01

| Placering | Nation        | Löpare                                                                               | Tid   |
| --------- | ------------- | ------------------------------------------------------------------------------------ | ----- |
|           | USA           | • Alice Brown • Sheila Echols • Florence Griffith-Joyner • Evelyn Ashford            | 41,98 |
|           | Östtyskland   | • Silke Möller • Kerstin Behrendt • Ingrid Auerswald • Marlies Göhr                  | 42,09 |
|           | Sovjetunionen | • Ljudmila Kondratjeva • Galina Maltjugina • Marina Zjirova • Natalia Pomosjtjnikova | 42,75 |
| 4.        | Västtyskland  | • Sabine Richter • Ulrike Sarvari • Andrea Thomas • Ute Thimm                        | 42,76 |
| 5.        | Bulgarien     | • Zvetanka Ilieva • Valia Demireva • Nadejda Georgieva • Jordanka Donkova            | 43,02 |
| 6.        | Polen         | • Joanna Smolarek • Jolanta Janota • Ewa Pisiewicz • Agnieszka Siwek                 | 43,93 |
| 7.        | Frankrike     | • Françoise Leroux • Muriel Leroy • Laurence Bily • Patricia Girard                  | 44,02 |
| —         | Jamaica       | • Ethlyn Tate • Grace Jackson • Juliet Cuthbert • Merlene Ottey                      | DNS   |

### Semifinaler
- Heat 1

| Placering | Nation         | Löpare                                                                               | Tid   |
| --------- | -------------- | ------------------------------------------------------------------------------------ | ----- |
| 1.        | Sovjetunionen  | • Ljudmila Kondratjeva • Galina Maltjugina • Marina Zjirova • Natalia Pomosjtjnikova | 42,01 |
| 2.        | Östtyskland    | • Silke Möller • Kerstin Behrendt • Ingrid Auerswald • Marlies Göhr                  | 42,23 |
| 3.        | Jamaica        | • Ethlyn Tate • Grace Jackson • Juliet Cuthbert • Merlene Ottey                      | 43,30 |
| 4.        | Polen          | • Joanna Smolarek • Jolanta Janota • Ewa Pisiewicz • Agnieszka Siwek                 | 43,44 |
| 5.        | Nederländerna  | • Nelli Fiere-Cooman • Marjan Olyslager • Gretha Tromp • Els Vader                   | 43,48 |
| 6.        | Storbritannien | • Sallyanne Short • Bev Kinch • Simone Jacobs • Paula Dunn                           | 43,50 |
| 7.        | Italien        | • Anna Rita Angotzi • Rosella Tarolo • Daniela Ferrian • Marisa Masullo              | 43,97 |
| 8.        | Grekland       | • Maria Tsoni • Maria Tsoni • Katerina Koffa • Marina Skordi                         | 45,74 |

- Heat 2

| Placering | Nation       | Löpare                                                                      | Tid   |
| --------- | ------------ | --------------------------------------------------------------------------- | ----- |
| 1.        | USA          | • Alice Brown • Sheila Echols • Florence Griffith-Joyner • Evelyn Ashford   | 42,12 |
| 2.        | Västtyskland | • Sabine Richter • Ulrike Sarvari • Andrea Thomas • Ute Thimm               | 42,69 |
| 3.        | Bulgarien    | • Zvetanka Ilieva • Valia Demireva • Nadejda Gueorguieva • Jordanka Donkova | 43,07 |
| 4.        | Frankrike    | • Françoise Leroux • Muriel Leroy • Laurence Bily • Patricia Girard         | 43,66 |
| 5.        | Kanada       | • Angela Bailey • Angela Phipps • Angella Taylor-Issajenko • Katie Anderson | 43,82 |
| 6.        | Ghana        | • Veronica Bawuah • Diana Yankey • Mercy Addy • Martha Appiah               | 44.30 |
| 7.        | Kina         | • Zhang Xiaoqiong • Liu Shaomei • Xie Zhiling • Zhang Caihua                | 44,36 |
| —         | Colombia     | • Amparo Caicedo • Norfalia Carabali • Olga Escalante • Ximena Restrepo     | DNS   |

### Försöksheat
- Heat 1

| Placering | Nation           | Löpare                                                                               | Tid   |
| --------- | ---------------- | ------------------------------------------------------------------------------------ | ----- |
| 1.        | Sovjetunionen    | • Ljudmila Kondratjeva • Galina Maltjugina • Marina Zjirova • Natalia Pomosjtjnikova | 42,88 |
| 2.        | Västtyskland     | • Sabine Richter • Ulrike Sarvari • Andrea Thomas • Ute Thimm                        | 42,99 |
| 3.        | Frankrike        | • Françoise Leroux • Muriel Leroy • Laurence Bily • Marie-Christine Cazier-Ballo     | 43,43 |
| 4.        | Bulgarien        | • Zvetanka Ilieva • Valia Demireva • Nadejda Gueorguieva • Jordanka Donkova          | 43.92 |
| 5.        | Colombia         | • Amparo Caicedo • Norfalia Carabali • Olga Escalante • Ximena Restrepo              | 45,46 |
| 6.        | Kinesiska Taipei | • Chang Feng-Hua • Chen Wen-Xing • Chen Ya-Li • Wang Shu-Hua                         | 46,21 |

- Heat 2

| Placering | Nation      | Löpare                                                                      | Tid   |
| --------- | ----------- | --------------------------------------------------------------------------- | ----- |
| 1.        | Östtyskland | • Silke Möller • Kerstin Behrendt • Ingrid Auerswald • Marlies Goehr        | 42,92 |
| 2.        | Jamaica     | • Ethlyn Tate • Grace Jackson • Laurel Johnson • Vivienne Spence            | 43,50 |
| 3.        | Kanada      | • Angela Bailey • Angela Phipps • Angella Taylor-Issajenko • Katie Anderson | 43,92 |
| 4.        | Kina        | • Zhang Xiaoqiong • Liu Shaomei • Xie Zhiling • Zhang Caihua                | 44,29 |
| 5.        | Italien     | • Anna Rita Angotzi • Rosella Tarolo • Daniela Ferrian • Marisa Masullo     | 44,33 |
| 6.        | Grekland    | • Maria Tsoni • Voula Patoulidou • Georgia Zouganeli • Marina Skordi        | 45,44 |
| 7.        | Sydkorea    | • Yun Mi-Gyeong • U Yang-Ja • Park Mi-Seon • Lee Yeong-Suk                  | 45,83 |

- Heat 3

| Placering | Nation         | Löpare                                                               | Tid   |
| --------- | -------------- | -------------------------------------------------------------------- | ----- |
| 1.        | USA            | • Alice Brown • Sheila Echols • Dannette Young • Evelyn Ashford      | 42,39 |
| 2.        | Storbritannien | • Sallyanne Short • Bev Kinch • Simone Jacobs • Paula Dunn           | 43,91 |
| 3.        | Nederländerna  | • Nelli Fiere-Cooman • Marjan Olyslager • Gretha Tromp • Els Vader   | 43,96 |
| 4.        | Polen          | • Joanna Smolarek • Jolanta Janota • Ewa Pisiewicz • Agnieszka Siwek | 43,98 |
| 5.        | Ghana          | • Veronica Bawuah • Diana Yankey • Mercy Addy • Martha Appiah        | 44,12 |
| 6.        | Uganda         | • Oliver Acii • Grace Buzu • Farida Kyakutewa • Ruth Kyalisima       | 46,55 |